# Жибер, Анатолий Васильевич
Анатолий Васильевич Жибер (18.06.1946-27.02.2022) — российский математик, доктор физико-математических наук, профессор Башкирского государственного университета.  Соавтор уравнения Буллофа—Додда—Жибера—Шабата, уравнения Жибера-Шабата-Цицейки, теории Жибер-Шабат.
Родился 18 июня 1946 г. в селе Колхозное Карагандинской области (Казахстан).
В 1969 г. окончил механико-математический факультет Новосибирского государственного университета, защитил дипломную работу на кафедре дифференциальных уравнений (научный руководитель А. Б. Шабат).
В 1969—1971 гг. служил в армии.
В 1971—1973 гг. старший геофизик-интерпретатор ВЦ СО АН СССР.
С 1973 г. жил и работал в Уфе. В 1971—1990 гг. ассистент, старший преподаватель, доцент кафедры математики Уфимского авиационного института.
В 1975 г. защитил кандидатскую диссертацию:
- Задача Коши для одного класса полулинейных систем дифференциальных уравнений : диссертация … кандидата физико-математических наук : 01.01.02. — Уфа, 1974. — 106 с.

В 1990—1993 гг. старший научный сотрудник Института математики с вычислительным центром Уфимского научного центра РАН. В 1993—2001 гг. старший научный сотрудник Института механики им. Р. Р. Мавлютова.
В 1995 г. защитил докторскую диссертацию:
- Симметрии и интегралы нелинейных дифференциальных уравнений : диссертация … доктора физико-математических наук : 01.01.02. — Уфа, 1993. — 236 с.

С 2001 г. ведущий научный сотрудник Института математики с вычислительным центром Уфимского научного центра РАН. Одновременно с 2000 г. профессор кафедры дифференциальных уравнений Башкирского государственного университета, читал кукрсы «Интегрируемые дифференциальные уравнения», «Уравнения с частными производными».
Автор более 80 научных работ в области дифференциальных уравнений, уравнений математической физики, классификации интегрируемых гиперболических уравнений.
Соавтор уравнения Буллофа—Додда—Жибера—Шабата, уравнения Жибера-Шабата-Цицейки, теории Жибер-Шабат.
Научные достижения:
- совместно с А. Б. Шабатом получил полные списки уравнений Клейна-Гордона и их обобщений, обладающих высшими симметриями;
- выделил класс нелинейных систем уравнений типа уравнения Шредингера, для которых у решения задачи Коши за конечное время образуется особенность;
- выполнил симметрийный анализ дифференциальных уравнений, описывающих волновые процессы;
- предъявил явные формулы обобщенных инвариантов Лапласа для двумеризованных цепочек Тоды, заданных матрицами Картана простых алгебр Ли;
- установил конструктивный критерий интегрируемости по Дарбу дифференциальных уравнений в терминах высших инвариантов Лапласа;
- решил классическую задачу о перечислении довольно общего класса нелинейных гиперболических уравнений типа Лиувилля и предложил для них новый метод построения общих решений с использованием высших симметрий;
- совместно с В. В. Соколовым предложил обобщение каскадного метода Лапласа интегрирования скалярных уравнений гиперболического типа на системы уравнений;
- получил критерий интегрируемости по Дарбу двумерных динамических систем уравнений. Описал класс точно интегрируемых моделей, обладающих полным набором интегралов первого и второго порядков;
- предложил новый подход к классификации интегрируемых нелинейных уравнений, основанный на исследовании структуры характеристической алгебры Ли;
- получил полные списки моделей Клейна-Гордона и их обобщений, обладающих высшими симметриями;
- получил явные решения задачи Гурса для линейных гиперболических систем уравнений с нулевыми обобщенными инвариантами Лапласа.

Сочинения:
- Характеристические кольца Ли и нелинейные интегрируемые уравнения [Текст] / А. В. Жибер [и др.]. — Москва ; Ижевск : Ин-т компьютерных исслед., 2012. — 375 с.; 21 см; ISBN 978-5-4344-0092-3
- Уравнения математической физики : учеб. пособие для студентов физ. и техн. ун-тов / В. А. Байков, А. В. Жибер. — Москва ; Ижевск : Ин-т компьютер. исслед., 2003 (Киров : ОАО Дом печати — Вятка). — 254, [1] с.; 21 см; ISBN 5-93972-242-3
- Дифференциальные уравнения гиперболического типа : учебное пособие / Н. А. Сидельникова, А. В. Жибер, Р. Д. Муртазина ; Министерство науки и высшего образования РФ, Башкирский государственный университет. — Уфа : РИЦ БашГУ, 2021. — 108 с. : ил.; 21 см; ISBN 978-5-7477-5331-0 : 300 экз.
- Аналитическое определение температурных полей в пространственно-неоднородной и нелинейной среде [Текст] : [монография] / Н. М. Цирельман, А. В. Жибер. — Москва : Инновационное машиностроение, 2016. — 286 с. : ил., табл.; 21 см; ISBN 978-5-9907638-7-6 : 300 экз.
- Основные дифференциальные уравнения математической физики : учебное пособие / А. В. Жибер, Г. З. Мухаметова, Н. А. Сидельникова ; Министерство науки и высшего образования РФ, Башкирский государственный университет. — Уфа : РИЦ БашГУ, 2020. — 303 с. : ил.; ISBN 978-5-7477-5091-3
- Краевые задачи для основных типов уравнений математической физики : учебное пособие / А. В. Жибер, Г. З. Мухаметова, Н. А. Сидельникова ; Министерство науки и высшего образования РФ, Башкирский государственный университет. — Уфа : РИЦ БашГУ, 2018. — 295 с. : ил.; 21 см; ISBN 978-5-7747-4861-3
- А. В. Жибер, А. Б. Шабат, «Уравнения Клейна-Гордона с нетривиальной группой», Докл. АН СССР, 247:5 (1979), 1103—1107
- А. В. Жибер , В. В. Соколов , Метод каскадного интегрирования Лапласа и уравнения, интегрируемые по Дарбу , РИЦ БашГУ , Уфа , 1996 .
- А. В. Жибер, В. В. Соколов, «Точно интегрируемые гиперболические уравнения лиувиллевского типа», УМН, 56:1, 63-106
- А. В. Жибер, «Квазилинейные гиперболические уравнения с бесконечномерной алгеброй симметрий», Известия РАН, сер. матем., 58:4 (1994), 33-54